# Старо Село (Гламоч)
Старо Село је насељено мјесто у Босни и Херцеговини, у општини Гламоч, које административно припада Федерацији Босне и Херцеговине. Према попису становништва из 1991. у насељу је живјело 83 становника.

## Становништво
| Демографија | Демографија | Демографија |
| Година      | Становника  | Становника  |
| ----------- | ----------- | ----------- |
| 1961.       | 196         |             |
| 1971.       | 174         |             |
| 1981.       | 109         |             |
| 1991.       | 83          |             |

## Познате личности
- Владислав Митровић, митрополит Српске православне цркве
- Перо Чолић, генерал војске Републике Српске